# 卡洛·阿西纳里
卡洛·阿西纳里（義大利語：Carlo Asinari，1884年11月3日—1962年5月17日），意大利男子马术运动员。他曾代表意大利参加1920年夏季奥林匹克运动会马术比赛，获得团体场地障碍赛铜牌。